# Kwame Amoateng
Kwame Donkor Amoateng, född 8 augusti 1987 i Göteborg, är en svensk före detta fotbollsspelare (anfallare).

## Biografi
Amoateng var en lovande sprinter, och sprang som 15-åring 100 meter på under 11 sekunder. Han tillhörde juniorlandslaget i friidrott, men valde bort friidrotten för fotbollen och värvades 2005 som 18-åring från Lundby IF till Gais, som då spelade i Superettan. Med Gais började han spela i juniorlaget men fick snart, till stor del på grund av sin snabbhet, chansen i A-laget.
Med Lundby hade Amoateng framför allt spelat som högerback, men i Gais sattes han upp som toppforward, och i sitt andra inhopp för Gais i Superettan gjorde han sitt första mål, 2–2 mot Falkenbergs FF. Hösten 2005 förlängde han sitt kontrakt med Gais med tre år, och samma höst togs han ut i U19-landslaget i två EM-kvalmatcher.
Gais gick upp i Allsvenskan till säsongen 2006, men Amoateng fick inte mycket speltid och lånades under sommaren ut till FC Trollhättan över resten av säsongen. Inte heller under 2007 lyckades han ta en plats i Gais, och han blev återigen utlånad, denna gång till Husqvarna FF.
Efter att ha lämnat Gais spelade Amoateng sedan en säsong i Skärhamns IK i division 1 södra år 2008. Därefter tröttnade han på fotbollen och avslutade sin elitsatsning. Han började i stället spela med vänner i KF Velebit i division 3, och har därefter varit både tränare och spelare i olika lokala lag i Göteborg.